# Refuge faunique national du Bayou Cocodrie
La réserve nationale de faune du Bayou Cocodrie a été créée en 1992 pour préserver l'habitat de la sauvagine et la forêt de feuillus du cours inférieur du Mississippi. Les 53 km² du refuge se trouvent dans la paroisse de Concordia, en Louisiane, à 16 km au sud-ouest de Vidalia, en Louisiane. Il tient son nom de la rivière panoramique  de Bayou Cocodrie.
The Nature Conservancy a d'abord acheté 46 km² en 1991  à la Fisher Lumber Company, une filiale de General Motors. Le Conservancy a ensuite vendu le terrain au US Fish and Wildlife Service sur une période de cinq ans.
Les bois de feuillus de fond à Bayou Cocodrie ont été inscrits comme faisant partie des derniers bois restants les moins perturbés de ce qui était autrefois une vaste forêt de feuillus le long du Mississippi, de l'Illinois à la Louisiane.

## Faune et flore
La majorité du refuge est une forêt de feuillus de chêne, de gomme et de frêne. L'habitat restant est constitué de milieux humides utilisés par les oiseaux aquatiques hivernants comme le canard colvert, le canard pilet et le canard souchet. Le canard branchu se trouve dans le refuge et est l'une des raisons de la création du Bayou Cocodrie National Wildlife Refuge. D'autres oiseaux incluent le pygargue à tête blanche, le faucon pèlerin, le balbuzard pêcheur et la paruline de Swainson. Au moins 186 espèces d'oiseaux ont été identifiées dans le refuge.
L'ours noir de Louisiane, répertorié au niveau fédéral comme menacé depuis 1992  est connu pour se produire dans le Bayou Cocodrie. L'aire de répartition historique de l'ours noir de Louisiane comprenait le sud de la Louisiane, le Mississippi et l'est du Texas, et est une sous-espèce de l'ours noir américain.

## Voir également
- Liste des refuges nationaux de faune: Louisiane

## Remarques
1. ↑  Natchez Democrat "Bayou may be cleared" by Vershal Hogan 2008
2. ↑  « The Nature Conservancy, Louisiana preserves. » [archive du 2 décembre 2008] (consulté le 27 mai 2010)
3. ↑  Batou Cocodrie Final Conservation Plan, Ch 1 p.4
4. ↑  Bayou Cocodrie pdf from Fish and Wildlife Service 1998
5. ↑  Natchez Democrat "Bayou Cocodrie NWR outlines goals for next 15 years. 2004
6. ↑  USFWS Species Profile
7. ↑  Federal Register vol.57, no.4 Jan 27,1992 DOI Rules and Regulations.